# 46076 Robertschottland
46076 Robertschottland è un asteroide della fascia principale. Scoperto nel 2001, presenta un'orbita caratterizzata da un semiasse maggiore pari a 2,7701057 au e da un'eccentricità di 0,0689628, inclinata di 5,22854° rispetto all'eclittica.